# Plesy
Plesy [ˈpwɛ̃sɨ] es un pueblo ubicado en el distrito administrativo de Gmina Dziemiany, dentro del Condado de Kościerzyna, Voivodato de Pomerania, en Polonia del norte. Se encuentra aproximadamente a 9 kilómetros al este de Dziemiany, a 14 kilómetros del suroeste de Kościerzyna, y a 63 kilómetros al suroeste de la capital regional Gdansk.
Para detalles de la historia de la región, véase Historia de Pomerania.
El pueblo tiene una población de solo 8 habitantes.